# 3293 Ронтейлор
3293 Ронтейлор (3293 Rontaylor) — астероїд головного поясу, відкритий 24 вересня 1960 року.
Тіссеранів параметр щодо Юпітера — 3,513.